# Campeonato Europeu de Ginástica Artística de 1983
O Campeonato Europeu de Ginástica Artística de 1983 teve suas competições femininas realizadas em Gotemburgo, Suécia, e as masculinas em Varna, Bulgária.

## Eventos
- Individual geral masculino
- Solo masculino
- Barra fixa
- Barras paralelas
- Cavalo com alças
- Argolas
- Salto sobre a mesa masculino
- Individual geral feminino
- Trave
- Solo feminino
- Barras assimétricas
- Salto sobre a mesa feminino

## Medalhistas
| Evento              | Ouro                                                     | Prata                                    | Bronze                                                       |
| Masculino           |                                                          |                                          |                                                              |
| Individual geral    | URS Dimitri Bilozerchev                                  | URS Yuri Korolev                         | HUN György Guczoghy                                          |
| Solo                | URS Yuri Korolev BUL Plamen Petkov                       | nenhum                                   | FRG Jens Fischer                                             |
| Cavalo com alças    | HUN György Guczoghy                                      | URS Yuri Korolev URS Alexander Pogorelov | nenhum                                                       |
| Argolas             | URS Dimitri Bilozerchev BUL Plamen Petkov                | nenhum                                   | HUN György Guczoghy                                          |
| Salto sobre a mesa  | URS Dimitri Bilozerchev                                  | FRG Norbert Brylok                       | URS Yuri Korolev                                             |
| Barras paralelas    | URS Yuri Korolev                                         | BUL Plamen Petkov                        | HUN György Guczoghy                                          |
| Barra fixa          | URS Dimitri Bilozerchev                                  | FRG Norbet Brylok                        | FRA Philippe Vatuone                                         |
| Feminino            |                                                          |                                          |                                                              |
| Individual geral    | URS Olga Bicherova (39.150)                              | ROU Lavinia Agache (39.100)              | URS Albina Schitschowa (38.900) ROU Ecaterina Szabo (38,900) |
| Salto sobre a mesa  | URS Olga Bicherova (19,650)                              | ROU Ecaterina Szabo (19,525)             | ROU Lavinia Agache (19,500) BUL Boriana Stojanowa (19,500)   |
| Barras assimétricas | ROU Ecaterina Szabo (19,700)                             | ROU Lavinia Agache (19,500)              | TCH Jana Labáková (19,450)                                   |
| Trave               | ROU Lavinia Agache (19,650)                              | GDR Astrid Heese (19,400)                | ROU Mihaela Stănuleţ (19,200)                                |
| Solo                | URS Olga Bicherova (19,800) ROU Ecaterina Szabo (19,800) | nenhum                                   | BUL Boriana Stojanowa (19,750)                               |

## Quadro de medalhas
| Ordem | País               | Medalha de ouro | Medalha de prata | Medalha de bronze |    |
| ----- | ------------------ | --------------- | ---------------- | ----------------- | -- |
| 1     | União Soviética    | 9               | 3                | 2                 | 14 |
| 2     | Roménia            | 3               | 3                | 3                 | 9  |
| 3     | Bulgária           | 2               | 1                | 2                 | 5  |
| 4     | Hungria            | 1               |                  | 3                 | 3  |
| 5     | Alemanha Ocidental |                 | 2                | 1                 | 3  |
| 6     | Alemanha Oriental  |                 | 1                |                   | 1  |
| 7     | França             |                 |                  | 1                 | 1  |
| 8     | Checoslováquia     |                 |                  | 1                 | 1  |
| TOTAL | TOTAL              | 14              | 10               | 13                | 37 |